# Castel San Giorgio
Castel San Giorgio – miejscowość i gmina we Włoszech, w regionie Kampania, w prowincji Salerno.
Według danych na rok 2004 gminę zamieszkiwało 12 635 osób, 971,9 os./km².